# Ghiacciaio Lunde
Il ghiacciaio Lunde è un ghiacciaio lungo circa 46 km situato sulla costa della Principessa Astrid, nella Terra della Regina Maud, in Antartide. Il ghiacciaio, il cui punto più alto si trova a circa 1700 m s.l.m., si trova in particolare nei monti Mühlig-Hofmann e fluisce verso nord-ovest scorrendo tra i monti Håhellerskarvet e Jøkulkyrkja.

## Storia
Il ghiacciaio Lunde fu scoperto e fotografato per la prima volta nel 1939 grazie a ricognizioni aeree svolte durante la spedizione tedesca Nuova Svevia, 1938-39, ed ancora rimappato più dettagliatamente grazie a ricognizioni della sesta spedizione antartica norvegese, 1956-60, che lo battezzò con il suo attuale nome in onore di T. Lunde, un glaciologo facente parte della spedizione stessa.